# Identikit (film)
Identikit è un film del 1974 diretto da Giuseppe Patroni Griffi.

## Trama
Una matura donna tedesca compie un viaggio a Roma nel tentativo di liberarsi dalla depressione da cui è affetta. Alla ricerca di un "ultimo amante", frequenta diversi uomini e finisce per essere assassinata da uno psicopatico, a cui lei stessa fornisce il pugnale e che istruisce su come colpirla, nel parco di Villa Borghese.

## Produzione

### Cast

#### Cameo
Da segnalare un'apparizione dell'artista pop Andy Warhol nel ruolo di un nobile inglese.

## Distribuzione
Proiettato in anteprima a Montecarlo nel maggio 1974, il film seppe tenere testa alla concomitante apertura del Festival di Cannes che si svolgeva a pochi chilometri grazie ad un evento mondano i cui padrini furono i principi Ranieri e Grace di Monaco, ma una volta nelle sale venne stroncato dalla critica e poco visto dal pubblico.